# 쥬니어네이버
쥬니어네이버는 네이버에서 운영하는 어린이를 위한 서비스 중 하나였었다.
1999년 6월 3일, 어린이 전용 검색엔진을 표방하며 서비스를 개시하였으며, 네이버 페이지와는 완전히 다른 페이지로 운영된다. 어린이들에게 유해가 되는 정보는 자체적으로 걸러진다.
어린이 전용 포털 사이트로 유사한 경쟁 사이트는 야후! 꾸러기와 다음 키즈짱이 있었다. 이 두개의 어린이 사이트들이 모두 서비스를 종료한 후 세 번째로 유일하게 오래 운영하던 어린이 전용 포털 사이트였었지만 9491일 간의 오랜 긴 시간 마지막의 끝으로 26년 만에 2025년 5월 27일 오후 3시부로 서비스를 완전히 종료하였다. 단, 동요를 포함한 일부 동영상들은 네이버 TV에서 모두 시청할 수 있다고 한다. 서비스 종료 전까지도 매우 오랫동안 많이 견딘 사이트다.

## 주요 서비스
주요 서비스는 검색, 숙제 도우미, 학습, 게임, 재미, 부모, 파니룸, 동요세상, 플래시극장, 유아세상, 학부모방 등이다.

### 과거 서비스
- 동물농장 (웹 게임)
- 슈 게임

## 캐릭터 목록(쥬니스)
- 쥬니
- 뽀치
- 미니
- 삐요
- 퐁퐁
- 포키
- 꼬미

쥬니어네이버의 서비스가 종료되었어도 네이버의 스티커로 유지된다.

## 시작음
접속시 초기에는 '딴따단 딴단'하는 노래가 나왔다. 그 후 '난나난 난나나 따라라라 딴다다 쥬니버~!(이 부분에서의 성우는 정혜원)'하는 노래가 나왔으나, 2020년 개편 이후 없어졌다.